# مجلة براعم الوسط
مجلة براعم الوسط هي مجلة موجهة للأطفال وتصدرها مجلة مرآة الوسط التونسية. أسسها الكاتب والصحفي محمود الحرشاني وهو الذي يرأس تحريرها. تصدر المجلة في 24 صفحة ملونة، وهي تحتوي على أركان مختلفة مثل الأخبار التي تهم الأطفال والقصص والرسوم والمقالات العلمية والمسابقات. يساهم الأطفال والشباب من سن 6 إلى 18 عامًا في تحرير مقالات المجلة إضافة إلى الكتاب القارين والكبار. ترفع المجلة شعار «مجلة الطفل التونسي إلى القرن الحادي والعشرين».
يمكن لكل الأطفال العرب مراسلة المجلة ونشر إنتاجهم وصورهم فيها.

## عنوان المجلة
- مجلة مرآة الوسط. مجلة للأطفال. ص ب 48 سيدي بوزيد. تونس.